# محمود علي بالوغون
محمود علي بالوغون (بالإنجليزية: Mahmood Ali-Balogun)‏، هُو مُخرج ومُنتج أفلام نيجيري. عُرف محمود أكثر بفضل إخراجه لفيلم تانغو ويذ مي.

## وصلات خارجية
- محمود علي بالوغون على موقع IMDb (الإنجليزية)